# Penisverletzungen bei Masturbation mit Staubsaugern
Penisverletzungen bei Masturbation mit Staubsaugern ist der Titel einer Dissertation des Urologen Theimuras Michael Alschibaja. Die Dissertation aus dem Jahr 1978, die von der Technischen Universität München angenommen wurde, beschreibt eine spezielle Form von autoerotischen Unfällen und wurde durch eine Reihe von Medienberichten und durch eine Lesereise bekannt.

## Inhalt

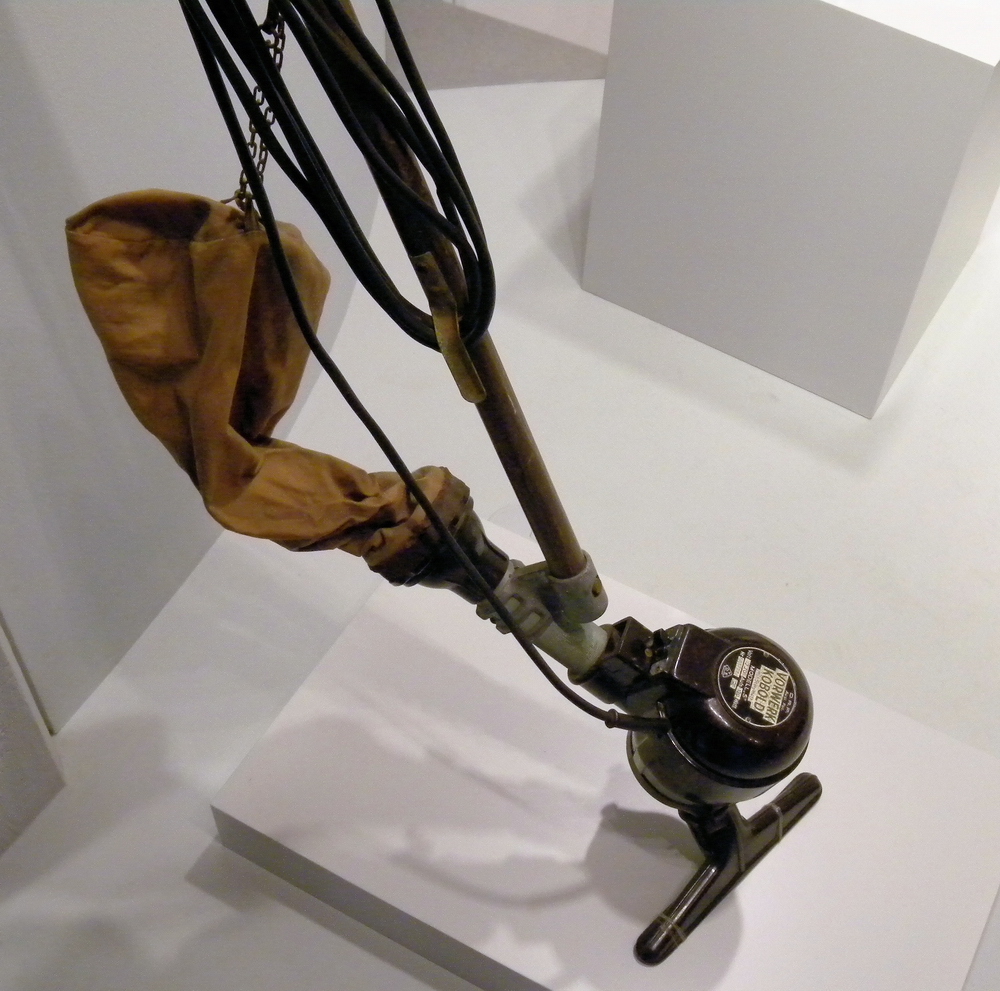
Modell des Staubsaugers

Der Autor untersuchte acht Fälle aus der urologischen Abteilung des Münchner Klinikums rechts der Isar, fünf Fälle aus dem städtischen Krankenhaus Rosenheim und drei Fälle aus dem Allgemeinen Krankenhaus St. Georg in Hamburg, bei denen Verletzungen des Penis infolge von Masturbation mittels eines Staubsaugers festgestellt worden waren. In allen Fällen, in denen das verwendete Gerät bekannt war, handelte es sich um das Modell Kobold, einen Handstaubsauger des Unternehmens Vorwerk. Die Patienten hatten jeweils den nicht erigierten Penis in den elf Zentimeter langen Ansaugstutzen des Staubsaugers eingeführt, um durch die Saugwirkung eine Erektion herbeizuführen (Prinzip der Penispumpe) und sich sexuell stimulieren zu lassen. Dabei waren sie jedoch mit dem rotierenden Ventilator des Geräts in Berührung gekommen und hatten sich multiple Riss-Quetsch-Wunden zugezogen. Der Autor erklärt die Unfähigkeit der Betroffenen, die Gefahren dieser Masturbationspraxis zu erkennen, mit ihrem ausschließlich niedrigen Bildungsstand. Vorsätzlich selbstverletzendes Verhalten liege nicht vor.

## Autor
Theimuras Michael Alschibaja (* 17. Februar 1943 in Paris) studierte Medizin an den Universitäten Hamburg, Montpellier und TU München. Seit 1980 ist er niedergelassener Urologe in München.

## Rezeption
Nachdem Vorwerk unter anderem durch die Recherchen des Autors für seine Dissertation auf das Verletzungsrisiko aufmerksam gemacht worden war, änderte das Unternehmen Ende der 1970er Jahre die Konstruktion des Modells Kobold so ab, dass die beschriebenen Verletzungen mit den seither produzierten Geräten nicht mehr auftreten sollen. Auch andere Mediziner dokumentierten solche Verletzungen.
Wegen des ungewöhnlichen Themas gelangte die Dissertation zu einiger Bekanntheit. 1985 reichte die Firma Vorwerk eine Unterlassungsklage gegen den Chaos Computer Club ein, der auf einer Bildschirmtext-Seite den Sachverhalt unter der Überschrift Onanie macht krank aufgegriffen hatte. Die Klage wurde zurückgezogen, nachdem sich die Echtheit der beschriebenen Fälle und der als Quelle angegebenen Dissertation herausgestellt hatte. In Fachkreisen bezeichnet man solche Verletzungen scherzhaft als „Morbus Kobold“ oder „Kobold-Syndrom“.
In der Presse wurde die Dissertation mehrfach zitiert, unter anderem, um sich über vermeintlich praxisferne und lebensfremde Promotionsthemen lustig zu machen.
2004 rezitierten Charlotte Roche und Christoph Maria Herbst den Text der Dissertation im Ersten Kölner Wohnzimmertheater. Später gingen sie mit der Lesung (die auch als „Penislesung“ bekannt wurde) erfolgreich auf Tournee. Einige Auftritte absolvierte Charlotte Roche auch zusammen mit Heinz Strunk.
Im Oktober 2011 wurde die Dissertation als Hörbuch veröffentlicht, gelesen von Ulrike Sophie Kapfer.